# 2014年幾內亞比索大選
2014年幾內亞比索大選是於2014年4月13日在幾內亞比索舉行的大選，藉此決定下任的幾內亞比索總統以及幾內亞比索全國人民議會成員。由於2012年幾內亞比索政變的緣故，2012年的選舉被迫中止。隨後，原定於2013年11月24日進行投票，最終也確定延期。延期的最大原因是準備措施明顯不足。本來定於2014年3月16日進行，又再次延期。
2014年4月13日，進行投票。